# Canon bouddhique
Le canon bouddhique est l'ensemble des textes attribués d'une part au Bouddha lui-même et d'autre part aux différentes exégèses qui ont complété sa doctrine. Il existe plusieurs éditions de ce canon, qui varie selon les écoles et les pays dans lesquels il est produit.

## Le canon pāli
Le canon pāli est la collection de textes du bouddhisme theravada conservés en langue pāli. Ce canon a été écrit en suivant la tradition orale des textes lors du 4e concile (Ier siècle de notre ère) au Sri Lanka sur des feuilles de palmier. Ce canon est le survivant le plus complet qui nous reste des différents canons primordiaux bouddhiques du nord de l'Inde. Il a été imprimé de façon mécanique dès le XIXe siècle et est maintenant disponible sous forme électronique.
Le canon pāli est divisé en trois parties appelées piṭaka (corbeille) et l'ensemble du canon est connu sous le nom de tipiṭaka (les trois corbeilles) :
1. Vinaya Pitaka, règles pour les moines et les nonnes ;
2. Sutta Pitaka, discours attribués au Bouddha ;
3. Abhidhamma Pitaka, divers sujets tels philosophie, métaphysique, etc.

### Vinayapiṭaka
Cette partie concerne les règles pour le sangha (les moines et les nonnes) (vinaya). Ces règles sont précédées d'une histoire qui raconte comment le Bouddha est venu à promulguer une telle règle ; suivie par une explication et une analyse. Il y a trois sous-parties au Vinayapiṭaka :
- Suttavibhaṅga : commentaire sur le Patimokkha, code de base pour les règles monastiques ;
- Khandhaka : autres règles monastiques ;
- Parivāra : analyse des règles monastiques.

### Suttapiṭaka
La seconde partie est le suttapiṭaka qui regroupe les enseignements du Bouddha (sutta). Le suttapiṭaka a cinq sous-parties (appelées nikāya) :
- Dīgha Nikāya : 34 longs discours du Bouddha ;
- Majjhima Nikaya : 152 discours de taille moyenne ;
- Samyutta Nikāya : un millier de discours courts regroupés en 50 catégories réparties par sujets ;
- Anguttara Nikaya : un millier de discours courts regroupés en séries numériques ;
- Khuddaka Nikāya : un mélange de textes en prose ou en vers, contenant notamment le Dhammapada (les Vers du Dharma).

### Abhidhammapiṭaka
L'abhidhammapiṭaka est une collection de textes de nature philosophique (abhidhamma) qui donne une description systématique du monde. Il comporte sept livres :
- Dhammasaṅgaṇī : énumération, définition et classification des dhamma (phénomènes qui composent le monde) ;
- Vibhaṅga : analyse de 18 sujets ;
- Dhātukathā : donne les corrélations entre les idées des deux livres précédents ;
- Puggalapaññatti : explication des types de personnes ;
- Kathāvatthu : plus de 200 débats sur un point de doctrine ;
- Yamaka : diverses questions de logique ;
- Paṭṭhāna : analyse de 24 types de causes et conditions.

## Le canon chinois
Le canon chinois Dazangjing (chinois: 大藏經; pinyin: Dàzàng jīng), rédigé sous le patronage d’empereurs, s’est conservé plus complètement en Corée et au Japon. La collection japonaise, Taisho Shinshu Daizokyo, constitue la base du canon chinois en ligne.

## Le canon mongol
La traduction de textes bouddhiques commença en Mongolie très tôt, probablement dès le XIVe siècle, mais la compilation d'un canon en tant qu'unité en soi se fit ultérieurement.
Le kanjour imprimé comprend 108 volumes et est une traduction du kanjour tibétain de Pékin. Cette édition a été faite entre 1628 et 1629 sous le règne de Ligdan Khan (1604-1634). Cette édition a été révisée sous le règne de Kangxi (1662-1723) et préparée pour une impression xylographique.
Il existe deux versions du kanjour mongol ; une version manuscrite conservée à Saint-Pétersbourg et une version imprimée rééditée au XXe siècle en Inde par Lokesh Chandra. Parallèlement il existe une version imprimée du tanjour mongol.